# Irminsul

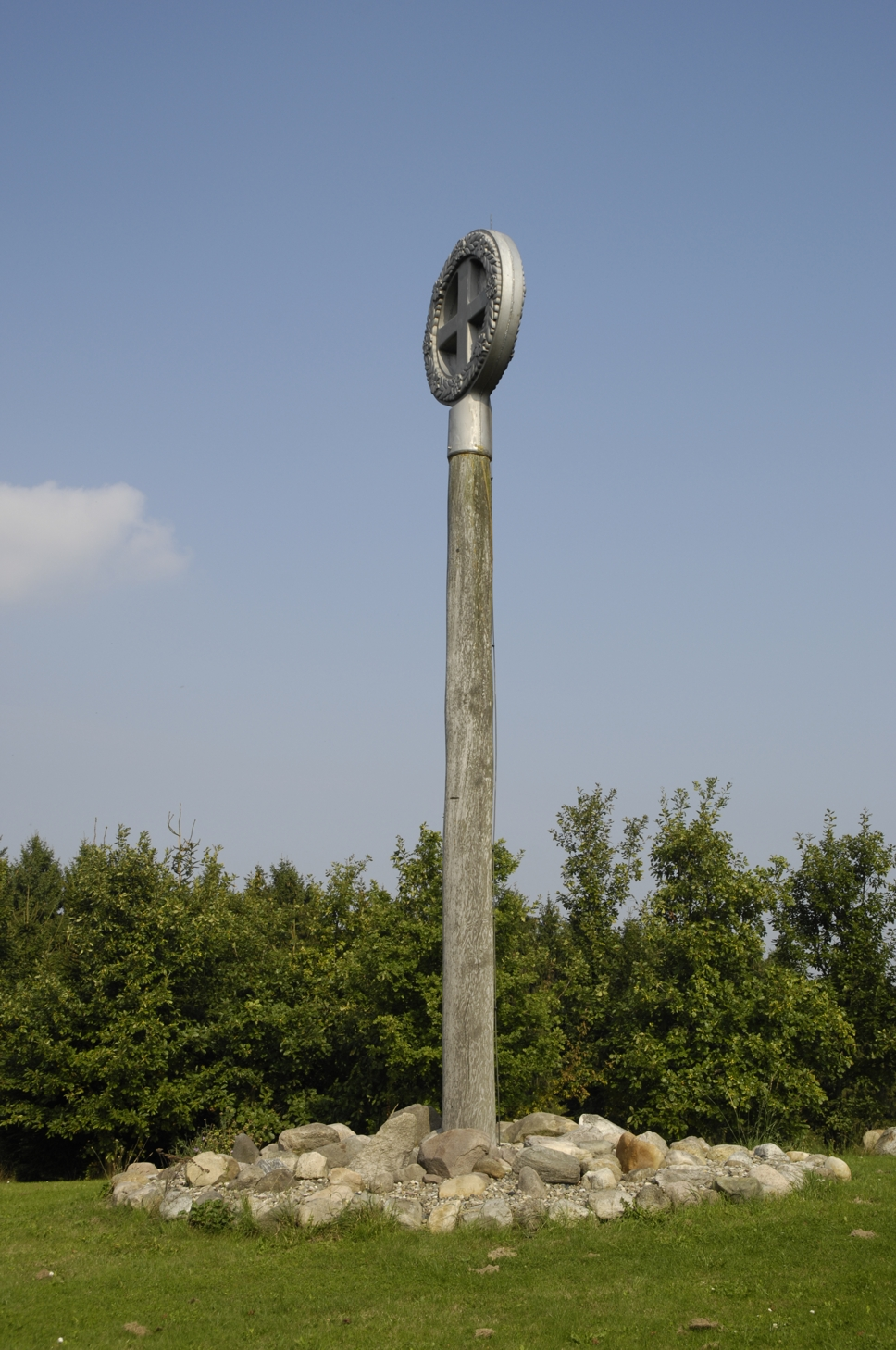
Współczesne wyobrażenie Irminsula, Harbarnsen (Niemcy)

Irminsul (starodolnoniemiecki słup Irmina) – hipotetyczne miejsce odprawiania obrzędów starogermańskich. 
Według tradycji piśmienniczej był to starożytny dąb zniszczony przez Karola Wielkiego w 772 roku, co stało się bezpośrednią przyczyną wojny pogańskiej Skandynawii (oraz Saksonii) z chrześcijańską Francją. Ścięcie Irminsûl uznaje się też za początek ery wikingów. Irminsul był dla Sasów tym, czym dla Skandynawów Yggdrasil. Według niektórych interpretacji był to słup lub skała. Wierzono, że utrzymuje on niebo, które bez Irminsul spadłoby ludziom na głowy. Był okres, kiedy identyfikowano Irminsul z jakimś obiektem w obrębie lub okolicy Externsteine. 
Do dziś nie wiadomo, czy bóstwo, któremu oddawano cześć pod Irminsulem było płci żeńskiej (Irmina) czy męskiej (Hirmin). Ten ostatni uznawany był za praojca Hermionów, o których pisze Tacyt w Germanii.

## Kultura
W operze Belliniego Irminsul jest galijskim bóstwem, którego kapłanką jest tytułowa Norma.